# Burg Güttersbach
Die Burg Güttersbach ist eine abgegangene Wasserburg in einem Sumpfbereich oberhalb der Mündung des Mösselbachs in den Güttersbach am Ortsende des Ortsteils Güttersbach der Gemeinde Mossautal im Odenwaldkreis im Süden Hessens.
Die bis dahin vergessene Burg wurde 1949 bei Entwässerungsarbeiten wiederentdeckt. Die Burgherrschaft wird den Schenken von Erbach zugeschrieben, da sie auf deren geschlossenem Territorium lag. Die Burg entstand entweder bereits im 11. Jahrhundert bei der Besiedelung des Odenwaldes, was aber den Buckelquaderfunden widersprechen würde, die erst im ausgehenden 12. Jahrhundert in der Gegend Verwendung fanden, oder im 13. Jahrhundert im Zusammenhang mit der mittelalterlichen Montanindustrie und war wohl eine Nachfolgeburg der Burg Waldau bei dem benachbarten Ort Wahlen. Da es keine Urkunden über die Burg gibt, blieb sie wohl unvollendet oder wurde schon nach sehr kurzer Zeit wieder aufgegeben.
Die Ausgrabungen von 1949, die anfangs eigentlich nur der Beseitigung störender Steine dienen sollten, weisen auf ein sehr konzentriertes Rechteck mit zwei quadratischen Ecktürmen mit je sechs Metern  Seitenlänge und Eckbuckelquadern hin. Unklar ist, ob die Burg über eine Vorburg verfügte. Die von den Ausgräbern angenommenen vier Ecktürme konnten durch ein modernes Luftbild nicht bestätigt werden, nur die zwei Ecktürme konnten bestätigt werden.
Das ehemalige Burggelände wird als Weide genutzt und ist nicht zugänglich.